# Anopheles ungujae
Anopheles ungujae är en tvåvingeart som beskrevs av White 1975. Anopheles ungujae ingår i släktet Anopheles och familjen stickmyggor.
Artens utbredningsområde är Tanzania. Inga underarter finns listade i Catalogue of Life.